# Edgar Page
Edgar Wells Page (Penn House, 31 december 1884 - Park Dale, 12 mei 1956) was een Brits hockeyer. 
Met de Britse ploeg won Page de olympische gouden medaille in 1908 in eigen land.

## Resultaten
- 1908  Olympische Zomerspelen in Londen